# الدمنات (العدين)

تعديل مصدري - تعديل

الدمنات محلة تابعة لقرية القطعة، التابعة لعزلة بني زهير بمديرية العدين إحدى مديريات محافظة إب في الجمهورية اليمنية، بلغ تعداد سكانها 109 حسب تعداد اليمن لعام 2004.